# Universidade da Veliko Tarnovo
A Universidade da Veliko Tarnovo (VTU,búlgaro: Великотърновски университет) se encontra em Veliko Tarnovo, Bulgária. Foi fundada em 1963 e tem mais de 120 000 estudantes. É uma das maiores universidades da Bulgária.

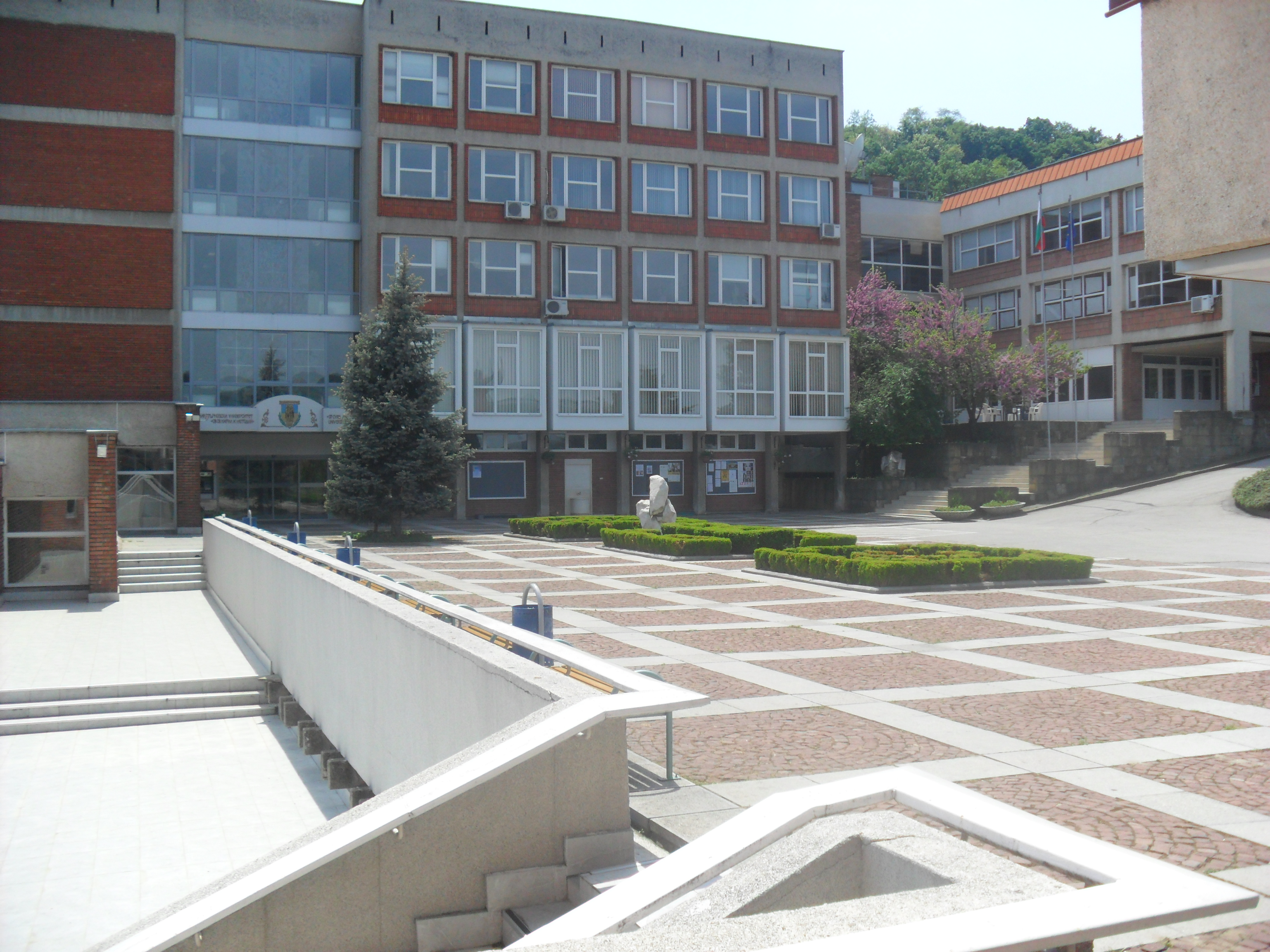
Universidade da Veliko Tarnovo,Reitoria

## História
Universidade da Veliko Tarnovo foi fundada por Aleksandar Burmov e Penyo Rusev em 1963 como Alto instituto pedagógico (Висш педагогически институт).Universidade da Veliko Tarnovo é sucessor de Escola Literária de Tarnovo.De 1971 é convertida em Universidade da Veliko Tarnovo.

## Estrutura
- Faculdade filológico
- Faculdade histórico
- Faculdade legal
- Faculdade pedagógico
- Faculdade econômico
- Faculdade filosófico
- Faculdade Teologia Ortodoxa
- Faculdade Belas Artes